# Hammerwerk aus Battenberg

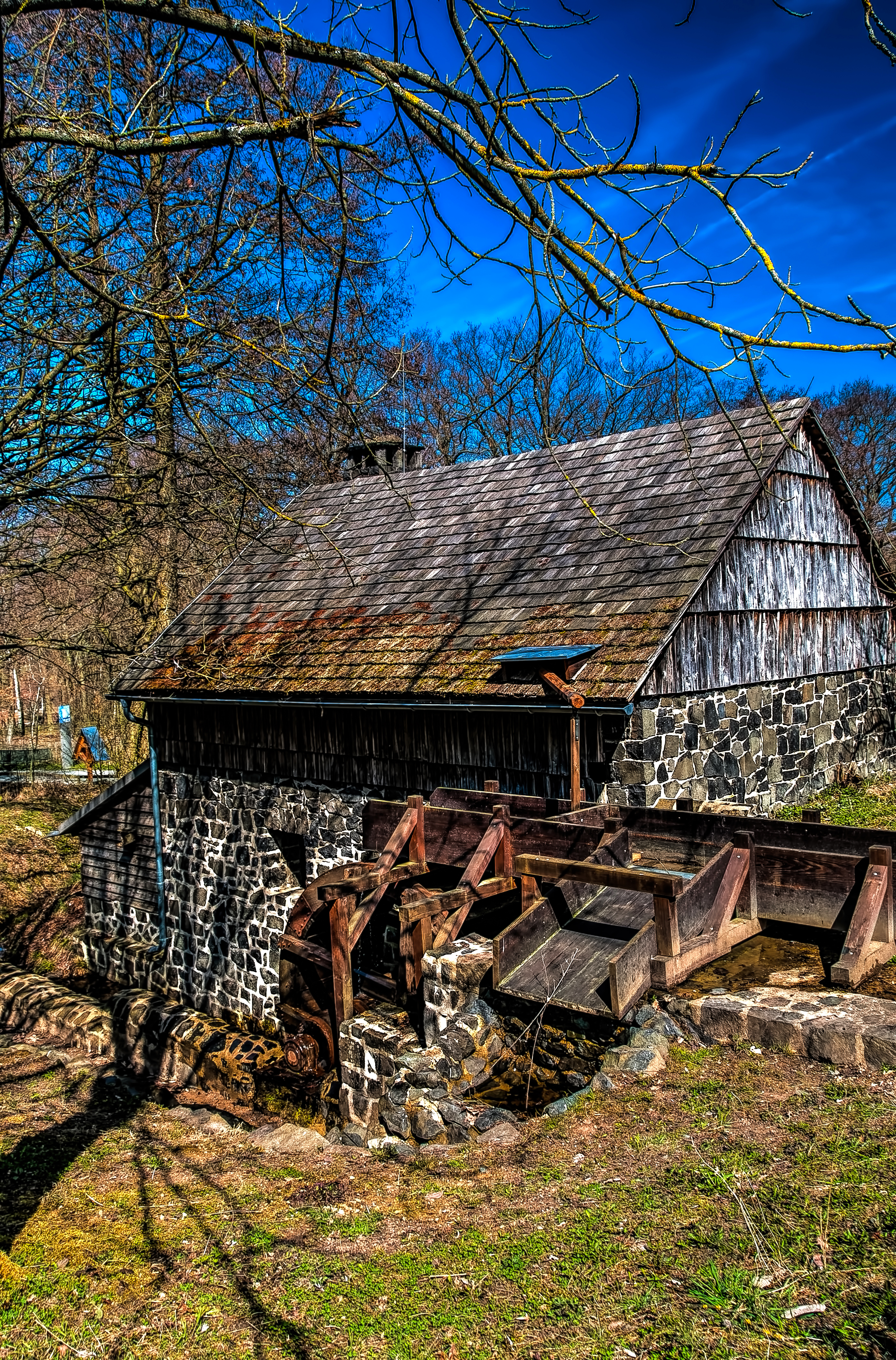
Hammerwerk aus Battenberg

Das Hammerwerk aus Battenberg ist ein Schwanzhammer. Es stand ursprünglich in Battenberg (Eder) im Landkreis Waldeck-Frankenberg und seine Kernteile wurden 1980 in den Hessenpark bei Neu-Anspach transloziert.

## Geschichte
1772 wurde der nordwestlich von Battenberg an der Eder gelegene Auhammer erstmals urkundlich erwähnt. 

„Von Gottes Gnaden Wir Ludwig Landgraf zu Hessen beurkunden hiermit, dass wir […] die gnädige Erlaubnis erteilt haben, in unserem Amt Battenberg an der Eder […] auf der sogenannten Aue einen Eisen-, Stab- und Zainhammer anzulegen.“

Gründer waren drei fürstliche Beamte: Salzinspektor Friedrich Ludwig Klingelhöfer, Stadthauptmann Andreas Stapp und Hüttenverwalter Johann Ernst Doepp. Die 1773 erbaute Anlage bestand aus einem Stabhammer mit zwei Feuern, einem Zainhammer und einem Kalzinierhaus. 1789 wurde die hessisch-darmstädtische Domänenverwaltung Eigentümerin des Hammers. 1873 erwarb das westfälische Eisenwerk Hasenclever & Sohn das Hammerwerk.
1958 wurde das Hammerwerk stillgelegt. Nach dem Abriss des Gebäudes waren nur noch Teile des Hammerwerks erhalten: das gusseiserne Wasserrad, der Bär, der Hammerstiel und die Hülse. Diese Teile wurden in den Hessenpark gebracht und in das dort 1980/81 nach historischem Vorbild rekonstruierte Hammerwerk eingebaut.
Die Rekonstruktion von Hammerhaus und Hammer stellt den Stand von 1873 dar. Der Auhammer wird von einem    oberschlächtigen Wasserrad, bei dem das Wasser von oben zufließt, angetrieben.